# Jordan Cameron
(en) Statistiques sur pro-football-reference
Jordan Cameron (né le 7 août 1988) est un joueur de football américain jouant au poste de tight end. Il joue avec les Browns de Cleveland et les Dolphins de Miami dans la National Football League. Au niveau universitaire, il joue à l'université de Californie du Sud dans l'équipe des Trojans d'USC.

## Premières années
Cameron étudie au lycée de Newbury Park (en) à Newbury Park (en) en Californie. Il joue pour la première équipe de la Ligue All-Marmonte en 2004 en tant que junior. Comme senior en 2005, il joue pour la Prep Star All-West et une fois encore, Cameron est sélectionné dans l'équipe première de la All-Marmonte League. Il capte 73 passes pour 1022 yards et 12 touchdowns dans son année senior. Il joue aussi au basket-ball et au volley au lycée de Newbury Park.
Sa sœur Brynn joue arrière dans l'équipe féminine de basket-ball de l'université de Californie du Sud et son frère Colby (en), joue au football américain au poste de quarterback.

## Carrière universitaire
Après le lycée, Cameron choisit de jouer au basket-ball à la Brigham Young University plutôt qu'au football américain. Il est redshirt pendant son année freshman (2006-2007), et retente le football américain. Il est transféré aux Trojans d'USC en 2007 pour jouer comme receveur. Cependant, lorsque l'USC refuse d'accepter ses bourses de Brigham Young, il est obligé d'annuler son transfert et de rejoindre le Ventura College (en). Il manque la saison mais retente sa chance avec l'USC en 2008. Même s'il était resté à l'USC, en raison des règles de transfert NCAA, il n'aurait pu être admissible pour jouer en 2007.

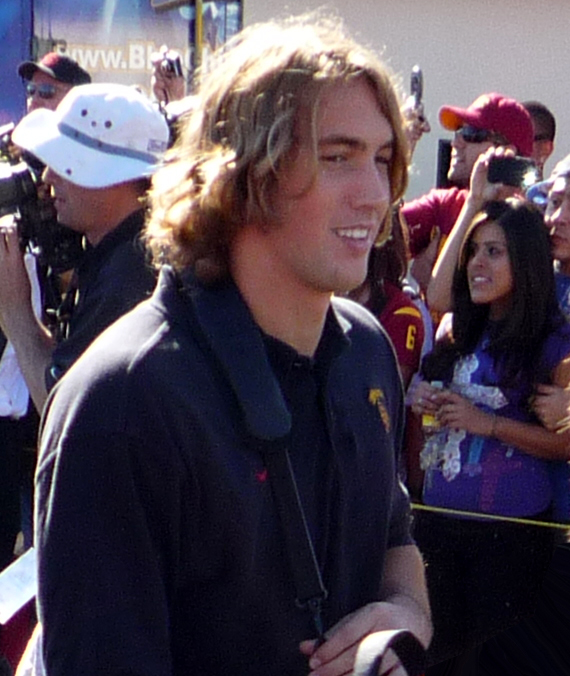

Cameron finit par s'inscrire à l'USC un an plus tard et joue brièvement pour les Trojans en tant que receveur durant les saisons 2008 et 2009, mais ne fait aucune réception. Dans son année senior, il change de poste pour devenir tight end et semble plus à l'aise. Dans sa dernière saison avec les Trojans, Cameron capte 16 passes pour 126 yards et un touchdown.

## Carrière professionnelle

### Pre-draft
Après sa saison senior à l'USC, Jordan Cameron est invité à jouer au East–West Shrine Game (en) dans lequel il fait une grosse impression pendant la semaine d'entraînement. Cameron augmente fortement sa cote pour la draft durant le NFL Combine. Il est classé dans le top 3 de tous les exercices. Les projections de la draft 2011 de la NFL le placent plutôt dans les derniers tours.

### Browns de Cleveland
Cameron est choisi par les Browns de Cleveland au 102e choix dans la draft 2011 de la NFL.
Il est titulaire pour la saison 2013.